# 笑筋
笑筋（しょうきん、英語: risorius）は人間の頭部の浅頭筋のうち、口唇周囲にかけての口筋のなかで笑窪を作る筋肉である。筋肉の一方が皮膚で終わっている皮筋である。
人間において、笑筋の起始は広頚筋顔面部上、及び耳下腺筋膜より起こる。

## 画像

笑筋の位置。赤色で示す